# Parabalaenanemertes fusca
Parabalaenanemertes fusca är en djurart som tillhör fylumet slemmaskar, och som beskrevs av Brinkmann 1917. Parabalaenanemertes fusca ingår i släktet Parabalaenanemertes och familjen Pelagonemertidae. Inga underarter finns listade i Catalogue of Life.